# Einern
Einern ist eine Ortslage im Wuppertaler Stadtbezirk Oberbarmen (Ortsteil Nächstebreck-West) an der Stadtgrenze zu Sprockhövel-Gennebreck. Sie geht aus einem Oberhof aus dem 11. Jahrhundert hervor.

## Lage
Einern liegt im Wuppertaler Norden auf 314 m ü. NHN auf der Höhenlage des Haßlinghauser Rückens, der Wasserscheide zwischen den Flusssystemen der Wupper und der Ruhr. An der Nordseite entspringt auf 310 Meter ü. NNN der Deilbach. Die Ortslage weist eine lockere Wohnbebauung auf und grenzt im Süden nahtlos an den stark besiedelten Wuppertaler Ortsteil Schraberg. Im Norden schließen sich Felder und kleine Waldgebiete an. Die Landesstraßen 432 und 924 kreuzen sich in der Ortslage.
Einern war Stammsitz der Familie Eynern.

## Geschichte
Einern wurde zuerst um das Jahr 1050 im Urbar C des Klosters Werden als Ober- oder Sattelhof erwähnt. Ein Eneri von Enhard war dem Abt des Klosters verpflichtet, erhebliche Abgaben und Zinsleistungen zu erbringen. Aufgrund der Abgabenhöhe lässt sich schließen, dass dem Hof schon zu dieser Zeit mehrere weitere Höfe unterstanden. Aus späteren Urkunden ist belegt, dass zu diesen rund die Hälfte der Höfe der Bauerschaft Gennebreck gehörte, der Einern laut späteren Urkunden auch selbst angehörte. Die Bauern der Bauerschaft teilten sich genossenschaftlich die Nutzung des Waldgebiets Einerner und Schee'er Mark.
Einern war der Oberhof des Werdener Höfeverbands innerhalb des Bereichs Gennebreck, Nächstebreck und Obersprockhövel und daher Sitz des lokalen Hofgerichts. Hier wurde die Niedere Gerichtsbarkeit über alle dem Kloster hörigen Hofesleute im Einerner Höfeverband ausgeübt. Im Spätmittelalter ging die Territorialherrschaft des Gebietes um den Hof Einern zu den Grafen von der Mark über, die schon zuvor das klösterliche Vogteiamt besaßen. Der Höfeverband Einern wurde dem Amt Wetter zugeteilt und der Oberhof war seit dem 14. Jahrhundert Grenzort zum Herzogtum Berg. Kirchenrechtlich lag es im Kirchspiel Schwelm.
Zu den Unterhöfen gehörten laut einem Urbar aus dem Jahr 1150 Horath, Mellbeck, Schneppendahl und eine Mühle sowie zehn weitere, nicht namentlich genannte Höfe. Erst eine Liste aus der ersten Hälfte des 15. Jahrhunderts gibt Aufschluss über weitere Unterhöfe. Neben den bereits genannten zählten dazu Allenkotten, Bracken, Ellinghausen, Oberdräing, Kuhstoß, Mählersbeck, Nickhorn, Nockenberg, Schee, Schellenbeck und Kleiner Siepen. Im ausgehenden 18. Jahrhundert gehörte die Gennebrecker Bauerschaft mit Einern dem Hochgericht und der Rezeptur Schwelm des Amts Wetter in der Grafschaft Mark an.
Nach Säkularisation der klösterlichen Besitztümer und der nachfolgenden französischen Besetzung wurde Einern 1806 Teil der Mairie Haßlinghausen im Arrondissement Hagen im Département Ruhr des Großherzogtums Berg. Nach dem Rückzug der Franzosen 1813 kam das französisch besetzte Gebiet als Generalgouvernement Berg erst provisorisch, ab 1816 ständig zu Preußen. Von 1807 bis 1814 war Einern aufgrund der napoleonischen Kommunalreformen Teil der Landgemeinde Gennebreck innerhalb der neu gegründeten Mairie Hasslinghausen im Arrondissement Hagen, die unter Preußen zur Bürgermeisterei Haßlinghausen im Landkreis Hagen (ab 1897 Kreis Schwelm, ab 1929 Ennepe-Ruhr-Kreis) umgewandelt wurde.
Der Ort ist auf der Preußischen Uraufnahme von 1840 als Einern verzeichnet. Auch ab der Preußischen Neuaufnahme von 1892 ist der Ort auf Messtischblättern der TK25 durchgehend als Einern verzeichnet.
1818 sowie 1822 lebten 57 Menschen im als Kothen kategorisierten Ort, der kirchlich dem evangelischen Kirchspiel Herzkamp angehörte. 1839 gehörte Einern dem Schulbezirk Herzkamp innerhalb der Landgemeinde Gennebreck an. 1843 wurde die übergeordnete Bürgermeisterei in das Amt Haßlinghausen umgewandelt. Der laut der Ortschafts- und Entfernungs-Tabelle des Regierungs-Bezirks Arnsberg als Bauernhöfe kategorisierte Ort besaß zu dieser Zeit 16 Wohnhäuser und drei landwirtschaftliche Gebäude. Zu dieser Zeit lebten 103 Einwohner im Ort, allesamt evangelischer Konfession.
Die Gemeinde- und Gutbezirksstatistik der Provinz Westfalen führt 1871 den Ort mit 14 Wohnhäusern und 136 Einwohnern auf. Das Gemeindelexikon für die Provinz Westfalen gibt 1885 für Einern eine Zahl von 115 Einwohnern an, die in elf Wohnhäusern lebten. 1895 besitzt der Ort 14 Wohnhäuser mit 128 Einwohnern, 1905 zählt der Ort 13 Wohnhäuser und 113 Einwohner.
Mit der Kommunalreform von 1929 wurde der südliche Teil von Gennebreck abgespalten und in die neu gegründete Stadt Wuppertal eingemeindet. Am Ort verlief ein Kohlenweg von Sprockhövel nach Elberfeld vorbei, auf dem im ausgehenden 18. Jahrhundert und in der ersten Hälfte des 19. Jahrhunderts Steinkohle von den Zechen im südlichen Ruhrgebiet zu den Fabriken im Wuppertal transportiert wurde, das in dieser Zeit das industrielle Herz der Region war.